# Stethojulis notialis
Stethojulis notialis е вид бодлоперка от семейство Labridae. Видът не е застрашен от изчезване.

## Разпространение и местообитание
Разпространен е във Вануату, Нова Каледония, Остров Норфолк, Тонга, Уолис и Футуна и Фиджи.
Обитава морета и рифове. Среща се на дълбочина от 0,5 до 21,4 m, при температура на водата от 24,9 до 26,3 °C и соленост 35,2 – 35,5 ‰.

## Описание
На дължина достигат до 7,4 cm.